# Zwardoń

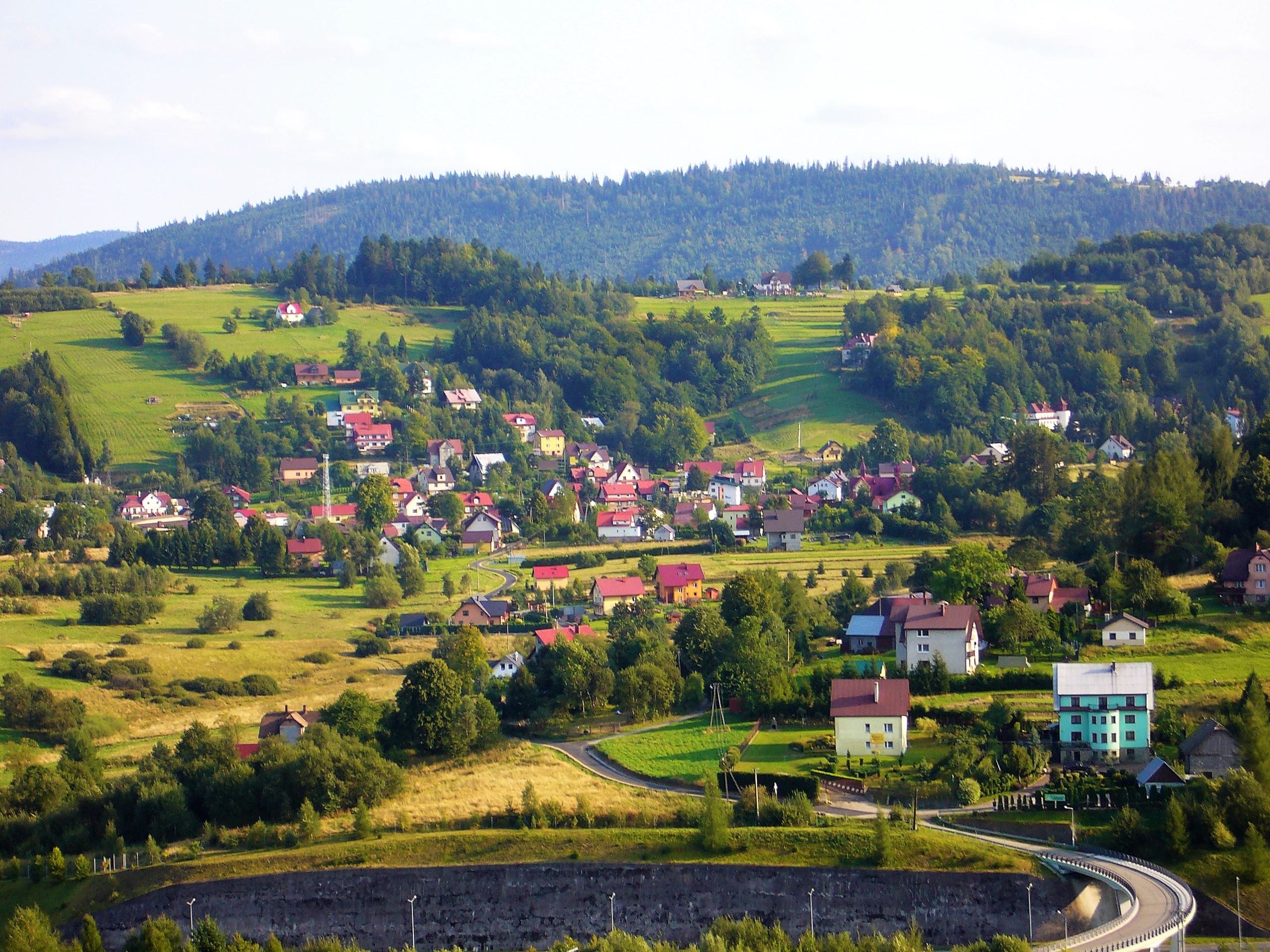
Zwardoń

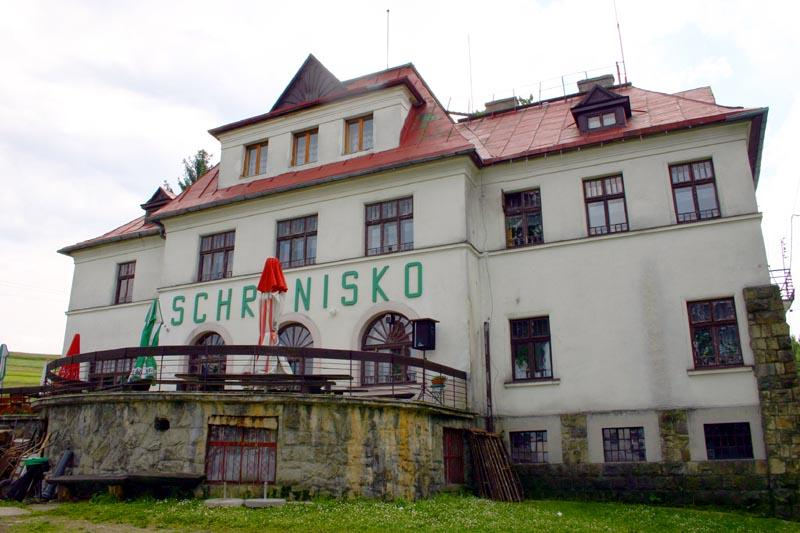
Bergbaude „Dworzec Beskidzki“

Zwardoń ist ein Dorf in der Gemeinde Rajcza im Powiat Żywiecki in der Woiwodschaft Schlesien und liegt im südöstlichen Teil des Landkreises.

## Geographische Lage
Zwardoń liegt in den Saybuscher Beskiden, einem Gebirge in den äußeren Westkarpaten, südlich der Stadt Żywiec, an der Grenze zur Slowakei.
In den Bergen rund um die Ortschaft entspringen mehrere Quellen, die Zuflüsse zu Soła und Czerna bilden, welche wiederum in die Weichsel münden.
In der Umgebung des Ortes befinden sich 15 Skilifte.

## Geschichte
Man schätzt, dass im 17. Jahrhundert eine Siedlung an der Handelsstraße um den Zollposten an der polnisch-ungarischen Grenze entstanden ist. Der älteste Teil der Ortschaft ist Myto. Myto gehörte anfangs zu Sól, wurde aber mit der Zeit immer selbständiger. Die Ortschaft Zwardoń ist seit dem 18. Jahrhundert auf den Landkarten zu finden. Am 3. November 1884 wurde die Eisenbahnlinie Żywiec–Čadca (SK) und am 1. Juni 1894 das erste Postamt eröffnet. Im Jahre 1894 wurde die erste Schule gegründet, anfangs als Filiale der Schule in Sól, seit dem 1. September 1903 als selbständige Volksschule. Zwardoń zählte im Jahr 1889 124 Einwohner. Nach dem Ersten Weltkrieg entwickelte sich die Ortschaft zu einem bekannten Skigebiet. Um die 1930er Jahre wurden eine Bergbaude und eine Skisprungschanze in Zwardoń gebaut. 1940 wurden im Rahmen der Saybusch-Aktion mehrere polnische Familien vertrieben.

## Ortsteile
- Centrum
- Myto
- Rachowiec
- Skalanka

## Verkehr
Durch Ortschaft verläuft der Schienenweg von Wien aus über Žilina (SK) und Zwardoń (PL/SK) nach Katowice – einst Teil der Galizischen Transversalbahn. Die wichtigste Straßenverbindung stellt die Schnellstraße S1 dar, die von Zwardoń (PL/SK) über Żywiec nach Bielsko-Biała führt.

## Persönlichkeiten
- Jerzy Koryciak (* 1954), Skilangläufer